# 庫里 (馬里)
庫里（法語：Koury），是馬里的城鎮，位於該國南部，由錫卡索區的約羅索省負責管轄，面積712平方公里，海拔高度354米，2009年人口54,435，人口密度每平方公里76人。